# Derrick Pouliot
Derrick Pouliot (* 16. Januar 1994 in Weyburn, Saskatchewan) ist ein kanadischer Eishockeyspieler, der seit Juli 2024 bei den Tampa Bay Lightning aus der National Hockey League (NHL) unter Vertrag steht und parallel für deren Farmteam, die Syracuse Crunch, in der American Hockey League (AHL) spielt. Zuvor verbrachte Pouliot in der NHL drei Jahre in der Organisation der Pittsburgh Penguins, die den Verteidiger im NHL Entry Draft 2012 an achter Position ausgewählt hatten, sowie zwei Spielzeiten bei den Vancouver Canucks und spielte kurzzeitig bei den St. Louis Blues, Vegas Golden Knights, Seattle Kraken, San Jose Sharks und Dallas Stars.

## Karriere

### Jugend

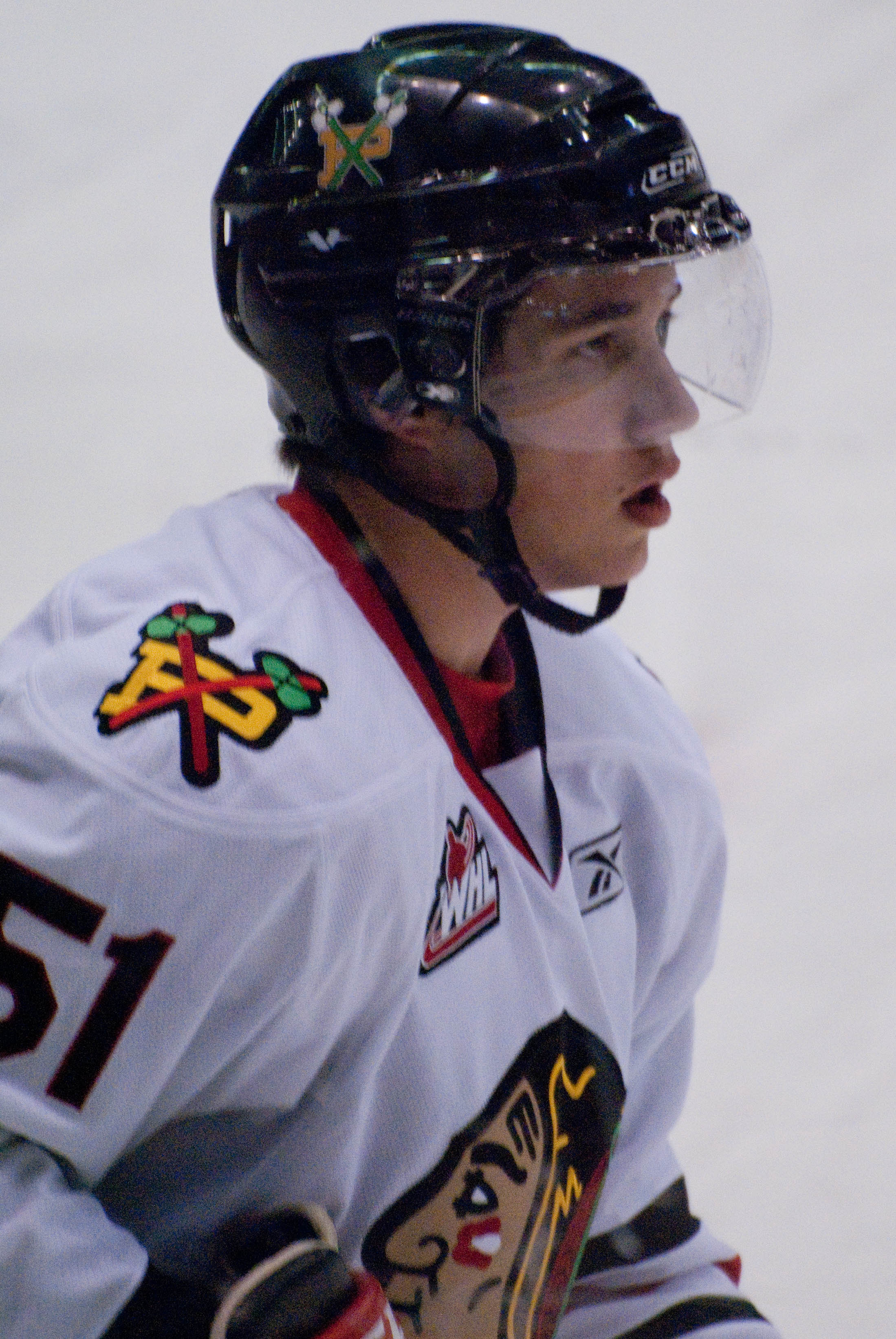
Pouliot im Trikot der Portland Winterhawks (2010)

Pouliot begann seine Karriere in seiner Heimatstadt bei den Weyburn Wings, bevor er 2009 zu den Moose Jaw Warriors aus der Saskatchewan Midget Hockey League wechselte. Im selben Jahr wurde der Verteidiger als Gesamterster im WHL Bantam Draft, dem Entry Draft der Western Hockey League, von den Portland Winterhawks ausgewählt. Nach einer weiteren Spielzeit in Moose Jaw, in der er hinter Morgan Rielly zweitbester Scorer unter den Verteidigern der Liga wurde, gab Pouliot am Ende der Saison 2009/10 sein Debüt in der WHL. Zur Saison 2010/11 wechselte er dauerhaft zu den Portland Winterhawks und erzielte als Rookie 30 Punkte in 65 Spielen. In den Play-offs gelang ihm mit der Mannschaft der Einzug ins Finale um den Ed Chynoweth Cup, wo sie allerdings den Kootenay Ice unterlagen. In der folgenden Saison konnte Pouliot seine Punktausbeute fast verdoppeln und war mit 48 Assists zweitbester Vorlagengeber unter den Verteidigern der WHL. In den Play-offs hatte er gemeinsam mit Joe Morrow als punktbester Verteidiger einen großen Anteil daran, dass die Winterhawks erneut das Finale erreichten. Dort unterlagen sie allerdings den Edmonton Oil Kings in sieben Spielen.
Im NHL Entry Draft 2012 wurde Pouliot in der ersten Runde an achter Position von den Pittsburgh Penguins ausgewählt. Im September 2012 unterzeichnete er daraufhin einen Einstiegsvertrag über drei Jahre mit den Penguins, der beginnt, sobald er in den Profibereich wechselt. Anschließend kehrte er nach Portland zurück und überbot in der Saison 2012/13 erstmals die Marke von einem Punkt pro Spiel, konnte aber aufgrund einer Knöchelverletzung in der regulären Saison nur 44 Einsätze bestreiten. Nach seiner Rückkehr verhalf Pouliot den Winterhawks zum dritten Mal in Folge zum Einzug ins Finale der WHL-Play-offs, aus dem die Mannschaft diesmal als Sieger gegen die Edmonton Oil Kings hervorging. Beim Memorial Cup 2013 unterlag Portland schließlich nur den Halifax Mooseheads. Pouliot schloss das Turnier mit sieben Punkten aus fünf Spielen ab und wurde ins All-Star Team gewählt. Nachdem er auch die Saison 2013/14 bei den Winterhawks verbracht und mit dem Team das Playoff-Finale erreicht hatte, wechselte er mit Beginn der Spielzeit 2014/15 fest in die Organisation der Pittsburgh Penguins.

### NHL
Die Pittsburgh Penguins gaben ihn vorerst an ihr Farmteam, die Wilkes-Barre/Scranton Penguins, ab, beriefen ihn allerdings bereits im Dezember 2014 erstmals in den NHL-Kader, sodass er zu seinem Debüt in der National Hockey League (NHL) kam. In der Folge wechselte Pouliot regelmäßig zwischen NHL und AHL, wobei er mit Pittsburgh 2016 und 2017 den Stanley Cup gewann, allerdings jeweils nicht genügend Einsätze verbuchen konnte, um auf der Tropähe verewigt zu werden. Nach knapp fünf Jahren in der Organisation der Penguins wurde der Abwehrspieler im Oktober 2017 zu den Vancouver Canucks transferiert, die im Gegenzug Andrei Pedan sowie ein Viertrunden-Wahlrecht für den NHL Entry Draft 2018 abgaben. In Vancouver war Pouliot zwei Saisons aktiv, bevor er sich im Juli 2019 als Free Agent den St. Louis Blues anschloss. In gleicher Weise wechselte er im Oktober 2020 zu den Philadelphia Flyers, die ihn allerdings erstmals ausschließlich in der AHL bei den Lehigh Valley Phantoms einsetzten. Abermals als Free Agent unterzeichnete er daher im Juli 2021 einen auf die AHL beschränkten Vertrag bei den Henderson Silver Knights, bevor ihn jedoch auch deren NHL-Kooperationspartner, die Vegas Golden Knights, im März 2022 mit einem Vertrag ausstattete. Über den Waiver gelangte er jedoch wenige Tage später zu den Seattle Kraken. Dort beendete er die Saison 2021/22 und schloss sich in der Folge im August 2022 den San Jose Barracuda an, bei denen er einen auf die AHL beschränkten Vertrag unterzeichnete. Dieser wurde im März 2023 bis zum Saisonende auf deren Kooperationspartner San Jose Sharks aus der NHL ausgeweitet. Ebenfalls als Free Agent wechselte er in weiterer Folge im Juli 2023 zu den Dallas Stars und im Juli 2024 zu den Tampa Bay Lightning.

### International
Derrick Pouliot vertrat die Auswahl Canada West, die sich aus Spielern der Provinzen Manitoba und Saskatchewan zusammensetzt, bei der World U-17 Hockey Challenge 2011. Dort wurde er gemeinsam mit seinem späteren Mannschaftskameraden Seth Jones ins All-Star-Team des Turniers gewählt. Im gleichen Jahr gewann er mit der kanadischen Mannschaft beim Ivan Hlinka Memorial Tournament 2011 die Goldmedaille.
Nachdem er 2013 den Sprung ins endgültige Aufgebot verfehlt hatte, vertrat Pouliot die U20-Auswahl Kanadas erstmals bei der U20-Junioren-Weltmeisterschaft 2014, wo er gemeinsam mit Aaron Ekblad eine Abwehrreihe bildete. Mit vier Assists war er erfolgreichster Vorlagengeber unter den Verteidigern des Turniers.

## Erfolge und Auszeichnungen
| - 2012 Teilnahme am CHL Top Prospects Game - 2013 Ed-Chynoweth-Cup-Gewinn mit den Portland Winterhawks - 2013 Memorial Cup All-Star Team - 2014 WHL West First All-Star Team | - 2014 Bill Hunter Memorial Trophy - 2015 Teilnahme am AHL All-Star Classic - 2020 Teilnahme am AHL All-Star Classic - 2025 AHL First All-Star Team |

### International
- 2011 All-Star Team der World U-17 Hockey Challenge
- 2011 Goldmedaille beim Ivan Hlinka Memorial Tournament

## Karrierestatistik
Stand: Ende der Saison 2023/24

### International
Vertrat Kanada bei:
- World U-17 Hockey Challenge 2011
- Ivan Hlinka Memorial Tournament 2011
- U20-Junioren-Weltmeisterschaft 2014

(Legende zur Spielerstatistik: Sp oder GP = absolvierte Spiele; T oder G = erzielte Tore; V oder A = erzielte Assists; Pkt oder Pts = erzielte Scorerpunkte; SM oder PIM = erhaltene Strafminuten; +/− = Plus/Minus-Bilanz; PP = erzielte Überzahltore; SH = erzielte Unterzahltore; GW = erzielte Siegtore; 1 Play-downs/Relegation; Kursiv: Statistik nicht vollständig)